# Hunasanahalli, Tarikere
Hunasanahalli là một làng thuộc tehsil Tarikere, huyện Chikmagalur, bang Karnataka, Ấn Độ.